# Scritti Politti
Scritti Politti — группа из Великобритании, образованная в 1977 году в Лидсе уроженцем Кардиффа певцом-композитором Грином Гартсайдом, который является единственным постоянным участником группы.

## Общий обзор
Название «Scritti Politti» было выбрано в память об итальянском теоретике марксизма Антонио Грамши. Имеется в виду его произведение «Scritti Politici» (Политические записки). Гартсайд изменил название на «Scritti Politti», придав ему рок-н-рольное звучание по аналогии с «Tutti Frutti».
Грубую энергию панк-рока Scritti Politti соединили с творческой спонтанностью и шутливой философичностью текстов песен, c отсылками к произведениям Карла Маркса, Михаила Бакунина, Жака Деррида, Жиля Делёза и Жака Лакана. В более поздних песнях группы панковское обращение с языком и «колючесть» звука были соединены с более лирическими мелодиями, чем у других групп левого крыла постпанк-сцены, таких, как Gang of Four, This Heat и The Pop Group.
На тематике текстов песен Гартсайда отразилось его увлечение философскими работами Жака Деррида, основателя деконструктивизма (композиция «Jacques Derrida»). Музыкант и философ были лично знакомы. Также примечательно нарочитое несоответствие отлакированного поп-фанк-стиля Scritti Politti и политического радикализма текстов их песен.
Первоначально являясь представителем левого крыла в постпанке, группа Scritti Politti превратилась в более мейнстримовый музыкальный проект в начале-середине 80-х годов, добившись ощутимого успеха в чартах Великобритании и США. Коллектив поначалу был представлен уже упоминавшимся Гартсайдом (настоящее имя Пол Джулиан Стромайер) в качестве основного вокалиста, Найалом Джинксом (бас-гитара), Томом Морли (ударные) и Мэтью Кеем в роли менеджера и клавишника; он же разрабатывал дизайн альбомов. Гартсайд и Джинкс вместе ходили в школу в Южном Уэльсе и были членами «Лиги молодых коммунистов» в подростковом возрасте ; а с Морли основатель группы встретился в Колледже искусства и дизайна в Лидсе. Совместно они выступили в 1976, исполнив песню группы Chelsea. Устав от учёбы в колледже, Гартсайд и Морли отчислились из него и отправились жить в одном из сквотов города Лондона . Вскоре к ним присоединился и Джинкс, которого Гартсайд научил играть на бас-гитаре за три недели.

## История группы

### С чего все начиналось
В середине 70-х годов, как уже было сказано, Гартсайд был студентом Колледжа искусства и дизайна в Лидсе. Концерт гастрольного тура «Анархия» группы Sex Pistols (вместе с The Damned и The Heartbreakers) состоялся также и в политехническом институте города Лидса 6 декабря 1976. Это событие вдохновило Гартсайда на создание собственной группы, которая получила название «The Against» и выступила в качестве «поддержки» местного коллектива SOS. После нескольких репетиций музыканты перебрались в Лондон. Первая запись, «Skank Bloc Bologna», была выпущена на их собственном лейбле «Сейнт Пэнкрас» в 1978 году. На темы их песен, насыщенные марксистской фразеологией, возможно повлияло личное знакомство музыкантов The Against с участниками авангардной группы Henry Cow, отличавшимися левыми политическими убеждениями.
Композиция «Skank Bloc Bologna» прозвучала на радиостанции Би-Би-Си 1 в шоу Джона Пила; после этого, в 1979, группа получила контракт со звукозаписывающей компанией «Раф Трейд». У другой авангардной группы из Кардиффа, Young Marble Giants, также был контракт с этой фирмой. Scritti Politti выпустили два мини альбома в 1979 с синглами «Bibbly-O-Tek», «Doubt Beat», «OPEC/Immac» и «Hegemony». Последняя из перечисленных композиций основана, по словам Гартсайда, на старинной английской народной песне «Lemady».

### 80-е годы
Гартсайд записал демонстрационную ленту только что сочиненной песни «The Sweetest Girl» в январе 1981. Эта композиция попала на кассету, распространявшуюся с мартовским номером газеты «Нью мьюзикл экспресс». После этого представители нескольких крупных звукозаписывающих фирм стали предлагать группе подписание контракта. Музыканты решили продолжить работу с компанией «Раф трейд рекордз».
Во время гастролей по Великобритании вместе с группами Gang of Four и Joy Division у Гартсайда внезапно случился приступ боязни сцены, который привел к паническому состоянию, и, в конечном итоге, к первому сердечному приступу в возрасте 23 лет. Чтобы поправить здоровье Грин Гартсайд отправился в родной Уэльс, где приступил к работе над альбомом.
К августу 1981 дебютный альбом Scritti Politti был закончен и подготовлен к реализации, но Гартсайд попросил компанию повременить с выпуском, возможно из-за того, что не было придумано название для этой работы. Композиция «The 'Sweetest Girl'» вышла в свет в ноябре в виде сингла и попала лишь на 64-е место в чарте Великобритании, но была названа в обзоре газеты «Нью Йорк таймс» в числе десяти лучших синглов года. В 1985 году кавер-версию этой песни запишет британская группа Madness (35 место в британском чарте синглов в 1986 году).
Дебютный альбом, Songs to Remember, вышел в августе 1982 и продемонстрировал ранее не очень заметное увлечение Гартсайда музыкой реггей. Работа получила положительные отзывы музыкальных критиков и коммерческий успех, попав на 12 место британского чарта альбомов. В этот же период Гартсайд записал дуэт с Энни Леннокс (песня «Wrap It Up» на альбоме Sweet Dreams (Are Made of This) группы Eurythmics, 1983).
Гэртсайд в то время увлекся новыми музыкальными веяниями из Нью-Йорка, особенно хип-хопом. Он подписал контракт с «Верджин» (и «Уорнер Бразерс» в США), распустил первоначальный состав и отправился в Нью-Йорк. Первой, вышедшей после этого записью стал сингл «Wood Beez (Pray Like Aretha Franklin)» (апрель 1984), который незамедлительно стал хитом в Великобритании (No. 10) и Австралии (No.25). Затем последовала серия сложнопрограммированных данс-соул-хитов таких, как «Absolute» (Вбр. No. 17), «Hypnotize» (Вбр. No. 68) и стилизованная под реггей «The Word Girl», ставшая наибольшим успехом группы в Великобритании (No.6 в мае 1985). Альбом Cupid and Psyche '85 появился в продаже в июне 1985; он попал в британский топ-5 и хорошо раскупался в США.

## Дискография

### Студийные альбомы
1. 1982 Songs to Remember
2. 1985 Cupid & Psyche 85
3. 1988 Provision
4. 1999 Anomie & Bonhomie
5. 2006 White Bread Black Beer

### Сборники
- The Basics (1983)
- Early (2005)
- Absolute (2011)

### Некоторые синглы
- Wood Beez (Prays Like Aretha Franklin) (1984), Nr. 10 в хит-параде Великобритании
- Absolute (1984), Nr. 17 в хит-параде Великобритании
- The Word Girl (1985, с Ranking Ann), Nr. 6 в хит-параде Великобритании
- Perfect Way (1985), Nr. 48 в хит-параде Великобритании, Nr. 11 в хит-параде США
- Oh Patti (Don’t Feel Sorry For Loverboy) (1988), Nr. 13 в хит-параде Великобритании